# Gerhard Jung

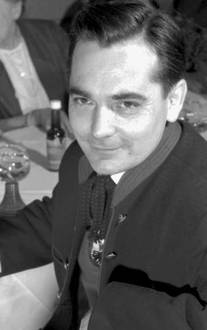
Gerhard Jung im „Domhotel zum Geist“ in Freiburg (1964)

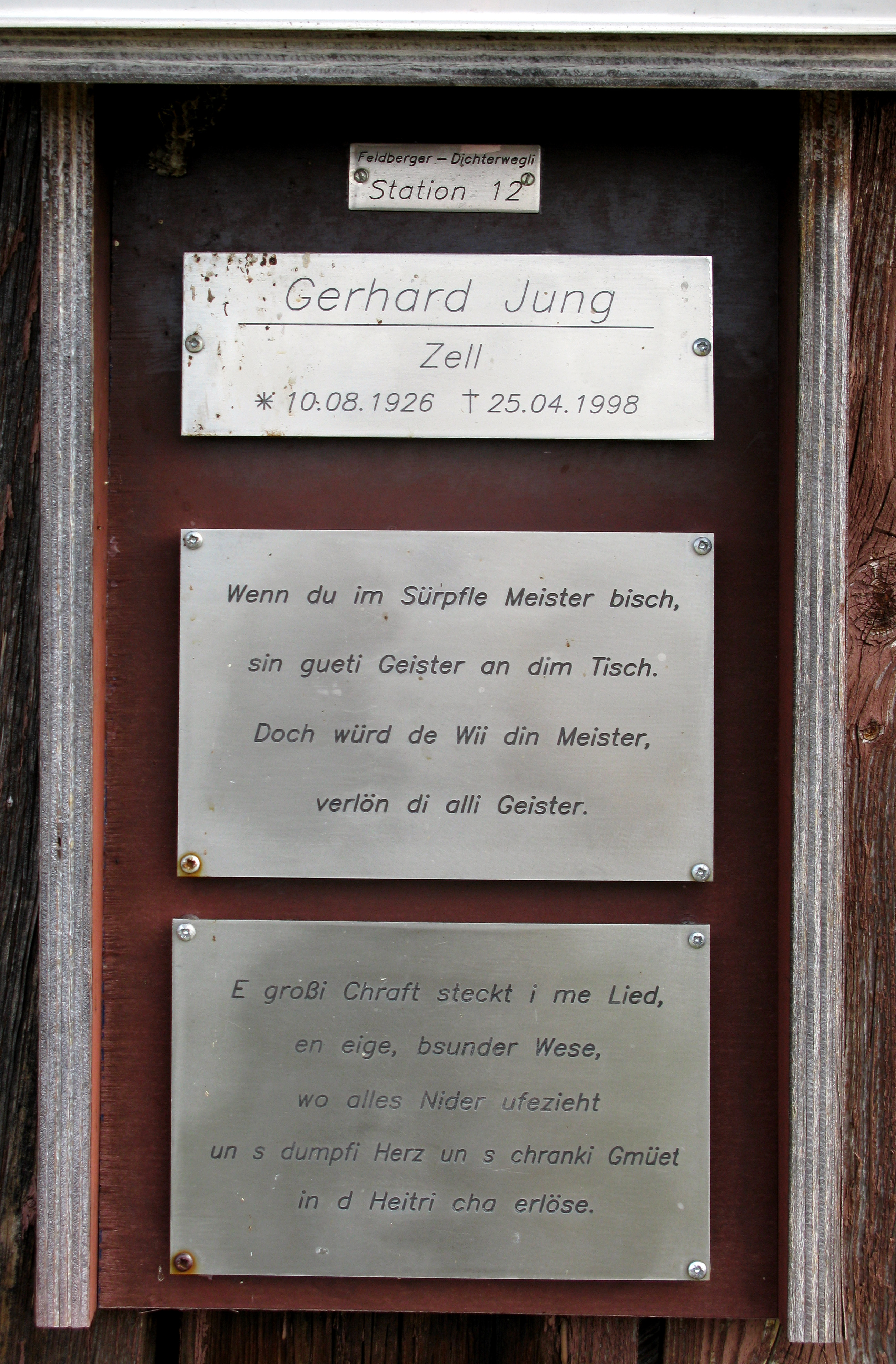
Gedicht von Jung auf dem Feldberger Dichterwegli

Gerhard Anton Jung (* 10. August 1926 in Zell im Wiesental; † 25. April 1998 in Lörrach) war ein deutscher Mundartdichter und Schriftsteller. Er komponierte und sang auch Lieder in Alemannisch, der Mundart, in der auch die meisten seiner Texte verfasst wurden. Er war besonders im Schwarzwald und im Markgräfler Land für seine Gedichte bekannt.

## Leben
Gerhard Jung wuchs im Wiesental auf. Sein Vater Karl aus Bischweier bei Rastatt war Tierarzt, seine Mutter Hermine war Hausfrau. Er hatte drei Geschwister. In Zell ging er zur Volksschule und in Schopfheim besuchte er das Gymnasium. Von 1946 bis zu seiner Pensionierung 1981 war er Mitarbeiter bei der Post. Als Oberamtmann war seine Aufgabe, die Ausbildung des mittleren und gehobenen Postdienstes durchzuführen. Auch fand er unter den vielen Lehrlingen Menschen, die ihn nicht nur als Lehrer und Ausbilder ansahen, sondern auch als Freund und Vorbild. Weiterhin arbeitete Gerhard Jung freiberuflich als Heimatdichter. Er war auch in zahlreichen Vereinen Mitglied des Vorstandes und nicht zuletzt Motor und Ratgeber. Nach seiner Pensionierung widmete er sich ganz seiner Leidenschaft, dem Schreiben. Stark von den Kriegsjahren geprägt, zählten Frieden und Versöhnung zu den Schwerpunkten seiner Texte. Zu einem seiner bekanntesten Werke zählt das Buch „Bettmümpfeli“, welches in der siebten Auflage 35000 Exemplare erreichte. Beim Dichten stand für Gerhard Jung stets im Vordergrund, „Den Menschen eine Heimat schaffen“ zu können.
Gerhard Jung hatte mit seiner Ehefrau Klara Jung, geb. Wuchner, zwei Söhne, Karlheinz und Markus Manfred Jung sowie eine Tochter, Sabine Maria Ging.
Der Höhepunkt seines Dichtens kam zu Beginn der 1970er Jahre, als er die Johann-Peter-Hebel-Plakette durch die Gemeinde Hausen im Wiesental 1973 und den Johann-Peter-Hebel-Preis vom Land Baden-Württemberg 1974 verliehen bekam. Der im Schwarzwald populäre Heimatdichter starb 1998 in Lörrach, sein Grab befindet sich auf dem Friedhof von Zell im Wiesental.

## Ehrungen
- Ehrenmitglied der Trachtengruppe Zell im Wiesental (1971)
- Johann-Peter-Hebel-Plakette der Gemeinde Hausen im Wiesental (1973)
- Johann Peter Hebel-Literaturpreis des Landes Baden-Württemberg (1974)
- Goldenes Ehrenzeichen für besondere Verdienste um den Schwarzwaldverein (1974)
- Goldenes Ehrenzeichen des Bundes Heimat und Volksleben (1977)
- Heimatmedaille des Landes Baden-Württemberg (1980)
- Ehrenbürger der Stadt Zell im Wiesental (1986)
- Ehrenmitglied des Bundes Heimat und Volksleben (1987)
- Ehrenbürger der Gemeinde Hausen im Wiesental (1997)
- Bundesverdienstkreuz am Bande (24. April 1997)[1]

## Werke

### Bücher
- D'Heimet uf em Wald (1960)
- Schmecksch de Brägel (1966)
- Wurzle un Blatt (1968)
- Bettmümpfeli (1971)
- Wo ane gohsch? (1973)
- Rutsch e bizzeli nöcher (1977)
- Uf de Schwelle	(1980)
- Proscht Gürgeli (1983)
- Loset, wie wär’s? (1983)
- Sonnenwende (1985)
- Im Wandel der Jahreszeiten (1986)
- E Flämmli glüeht (1987)
- Im Schwarzwälder Herrgottswinkel (1989)
- Souvenierli us em Schwarzwald (1991)
- Morgen kommt der Schwed (1992)
- Rutsch no ne bizzeli nöcher (1993)
- Im Belchenwind	(1993)
- Mit e me Bleistiftstümpli (1995)
- Seifiblodere (1995)
- Herrgott isch des schön (1996)

### Tonträger
- Alles was schön isch (1976)
- Rutsch e bizzeli nöcher (1986)
- Schwarzwälder Buuremess (1986)
- S Lumpepuppeli (2000)

### Theaterstücke
Jung schrieb 60 kleinere und mittlere Mundartspiele, die im Archiv für alemannische Mundartspiele Denzlingen liegen.
- Die Herrischrieder Hochzeit (1983)
- Der Schatz im Hotzenwald (1985)
- Die Weiber von Dogern (1986)
- Gueti alti Zit (1988)
- Bernau 1848 (1990)
- Morgen kommt der Schwed (1991)
- Was für e Zit 	(1992)
- Der Schmied von Dogern (1992)
- Gugelfuhr (1995)
- Ein Tag im April
- Vater, wir kommen in Dein Haus (1998)

#### Oper
- Waldwiehnächt im Schwarzwald (1997). Weihnachtsoper für Kinder. Musik: Volker Felgenhauer (* 1965). UA 13. Dezember 1997 Lörrach (St. Peter; Theatergruppe Regio, Kinderkantorei und Jugendsinfonieorchester; Regie: Sibylle Kiefer; Dirigent: Martin Kruck)

## Gedenken
Die Stadt Zell im Wiesental hat ihre Grundschule mit Außenstellen in den Ortsteilen Atzenbach und Gresgen nach Gerhard Jung benannt. Die Trachtengruppe Zell brachte 2009 am Elternhaus von Gerhard Jung eine Gedenktafel an. 2003 stiftete die Stadt Zell im Wiesental den Gerhard-Jung-Wettbewerb zur Förderung alemannischer Mundartdichtung. In Lörrach-Stetten ist eine Straße nach Gerhard Jung benannt. Beim Freilichtmuseum Klausenhof in Herrischried-Großherrischwand ist ein Platz nach Gerhard Jung benannt.